# David Savard
David Savard (Saint-Hyacinthe, 22 ottobre 1990) è un hockeista su ghiaccio canadese.

## Palmarès

### Mondiali
- 1 medaglia:
  - 1 oro (Repubblica Ceca 2015)